# Woolwich (Kanada)
Woolwich – gmina (ang. township) w Kanadzie, w prowincji Ontario, w regionie Waterloo.
Powierzchnia Woolwich to 325,99 km².
Według danych spisu powszechnego z roku 2001 Woolwich liczy 18 201 mieszkańców (55,83 os./km²).